# Agromyza masculina
Agromyza masculina este o specie de muște din genul Agromyza, familia Agromyzidae, descrisă de Sehgal în anul 1968. Conform Catalogue of Life specia Agromyza masculina nu are subspecii cunoscute.